# Metropolitan Borough of Rotherham
Rotherham ist ein Metropolitan Borough im Metropolitan County South Yorkshire in England. Verwaltungssitz ist die gleichnamige Stadt Rotherham. Weitere bedeutende Orte im Borough sind Anston, Brampton Bierlow, Brinsworth, Dinnington, Greasbrough, Harthill, Maltby, Rawmarsh, Swinton, Templeborough, Treeton, Wales, Wath-upon-Dearne, Wentworth und West Melton.
Die Reorganisation der Grenzen und der Kompetenzen der lokalen Behörden führte 1974 zur Bildung des Metropolitan Borough. Fusioniert wurden dabei der County Borough Rotherham, die Urban Districts Maltby, Rawmarsh, Swinton und Wath-upon-Dearne sowie der Rural District Kiveton Park. Diese Gebietskörperschaften gehörten zuvor zur Grafschaft West Riding of Yorkshire.
1986 wurde Rotherham faktisch eine Unitary Authority, als die Zentralregierung die übergeordnete Verwaltung von South Yorkshire auflöste. Rotherham blieb für zeremonielle Zwecke Teil von South Yorkshire, wie auch für einzelne übergeordnete Aufgaben wie Polizei, Feuerwehr und öffentlicher Verkehr.

## Städtepartnerschaften
Rotherham unterhält eine Städtepartnerschaft mit Saint-Quentin, Frankreich. Weitere Partnerstädte sind Riesa (Sachsen, Deutschland), Zabrze in Oberschlesien (Polen) und Cluj-Napoca in Siebenbürgen (Rumänien).

## Einzelnachweise

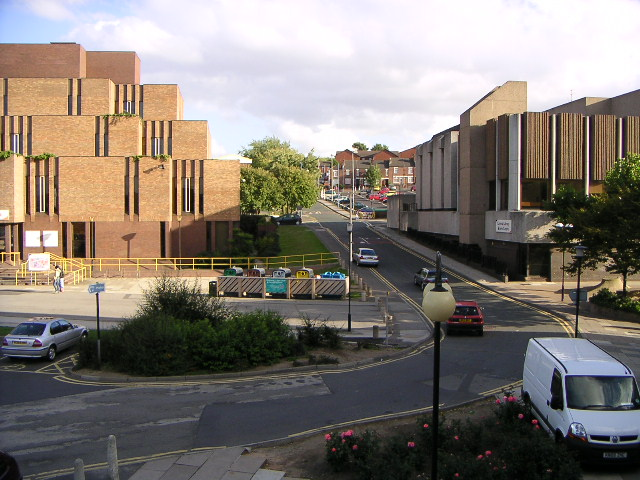
Norfolk Street in Rotherham mit Verwaltungsgebäude des Borough (links) und dem Rotherham Central Library and Arts Centre (rechts)